# Група 11 періодичної системи елементів
| H  |    |    |    |    |    |    |    |    |    |    |    |     |     |     |     |     | He  |  |
| Li | Be |    |    |    |    |    |    |    |    |    |    | B   | C   | N   | O   | F   | Ne  |  |
| Na | Mg |    |    |    |    |    |    |    |    |    |    | Al  | Si  | P   | S   | Cl  | Ar  |  |
| K  | Ca | Sc | Ti | V  | Cr | Mn | Fe | Co | Ni | Cu | Zn | Ga  | Ge  | As  | Se  | Br  | Kr  |  |
| Rb | Sr | Y  | Zr | Nb | Mo | Tc | Ru | Rh | Pd | Ag | Cd | In  | Sn  | Sb  | Te  | I   | Xe  |  |
| Cs | Ba | *  | Hf | Ta | W  | Re | Os | Ir | Pt | Au | Hg | Tl  | Pb  | Bi  | Po  | At  | Rn  |  |
| Fr | Ra | ** | Rf | Db | Sg | Bh | Hs | Mt | Ds | Rg | Cn | Uut | Uuq | Uup | Uuh | Uus | Uuo |  |
| -- | -- | -- | -- | -- | -- | -- | -- | -- | -- | -- | -- | --- | --- | --- | --- | --- | --- |  |
|    |    |    |    |    |    |    |    |    |    |    |    |     |     |     |     |     |     |  |
|    |    | *  | La | Ce | Pr | Nd | Pm | Sm | Eu | Gd | Tb | Dy  | Ho  | Er  | Tm  | Yb  | Lu  |  |
|    |    | ** | Ac | Th | Pa | U  | Np | Pu | Am | Cm | Bk | Cf  | Es  | Fm  | Md  | No  | Lr  |  |

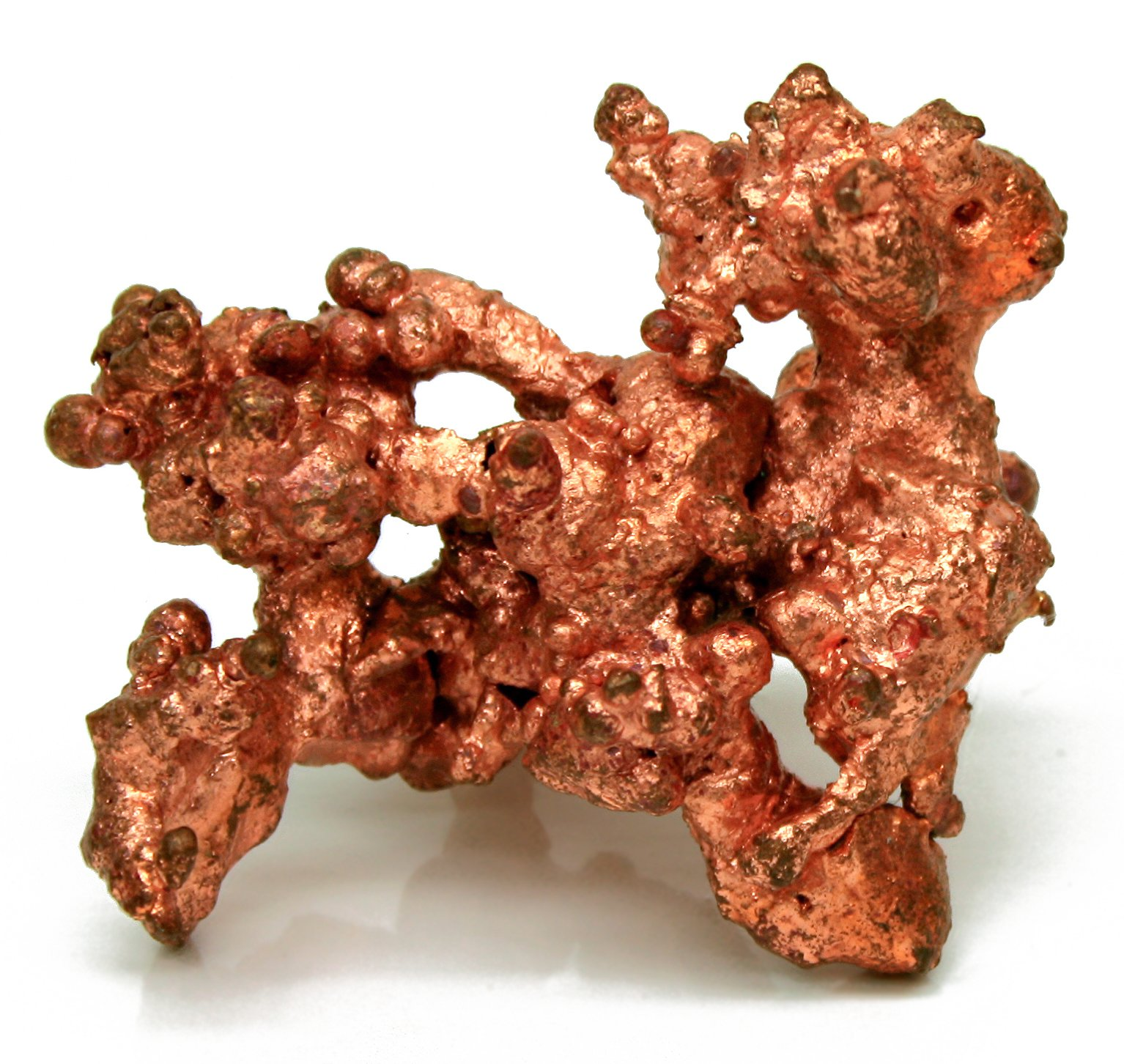
Самородна мідь

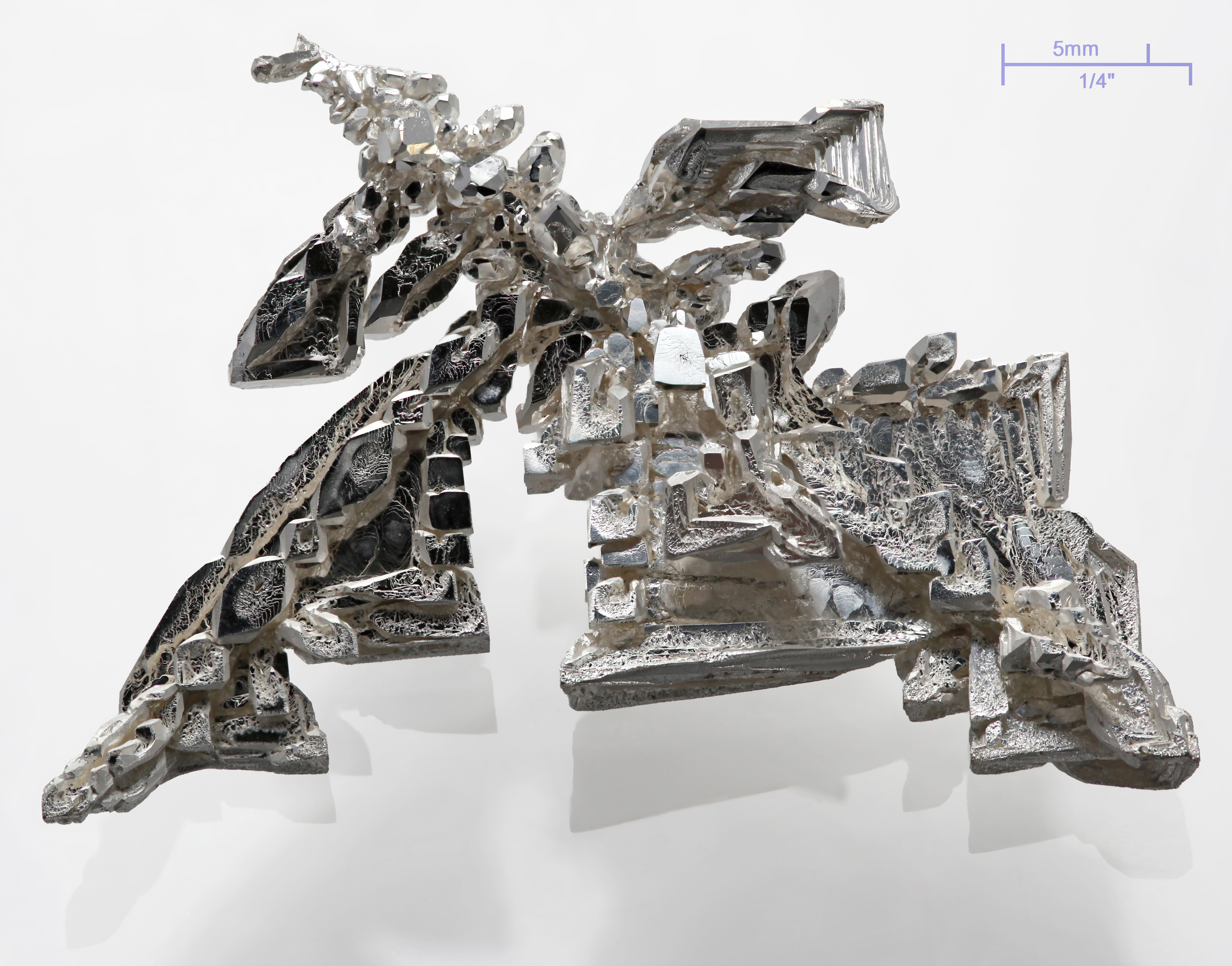
Дендритний кристал срібла

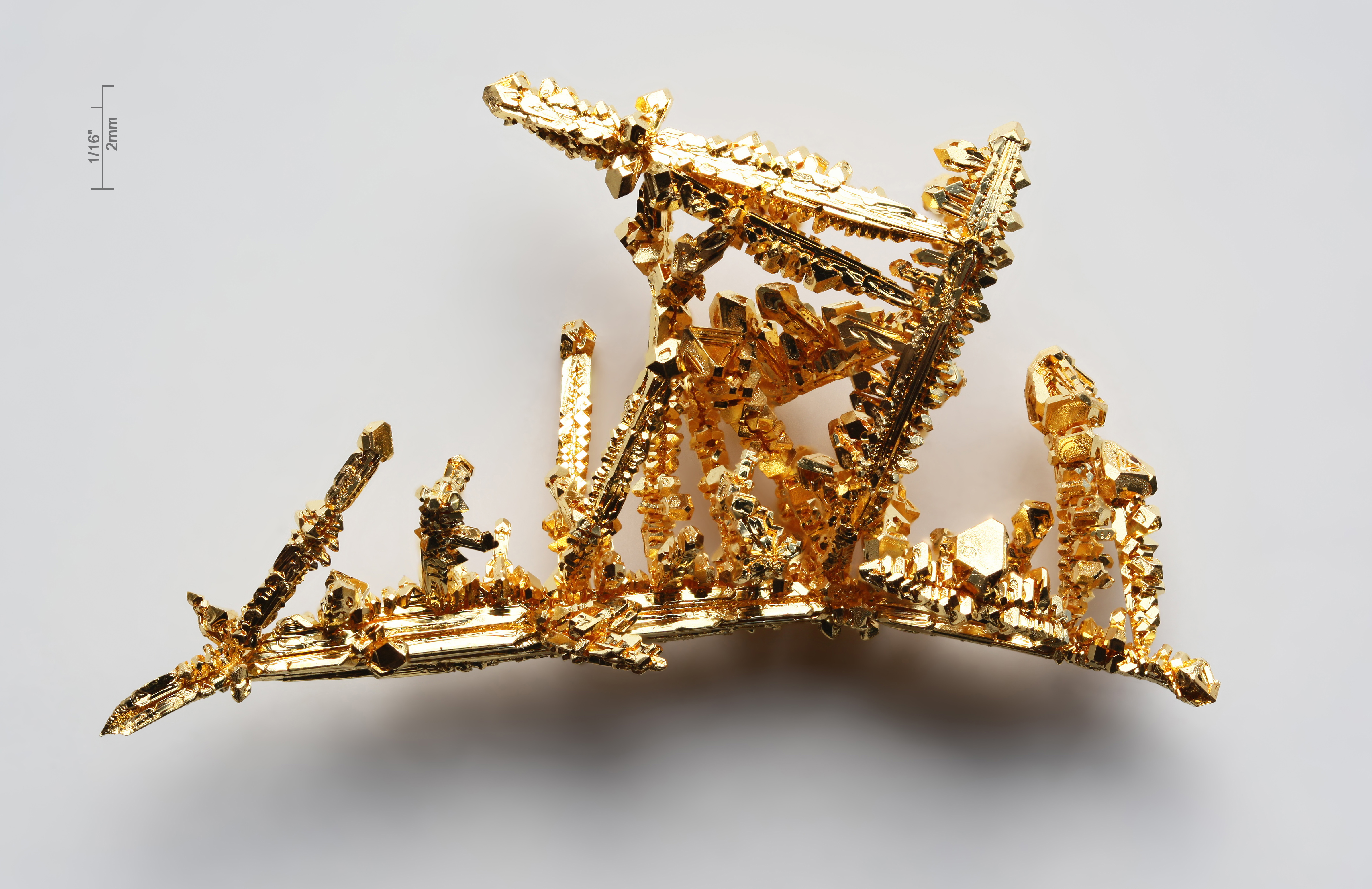
Кристали золота

Група 11 періодичної системи елементів — група, до якої належать хімічні елементи Купрум (Cu), Аргентум (Ag), Аурум (Au) та Рентгеній (Rg). Прості речовини перших трьох елементів групи називаються мідь, срібло й золото, всі три використовують для карбування монет, срібло й золото — дорогоцінні метали. За старою класифікацією ("коротка форма" періодичної системи) елементи групи 11 належать до побічної підгрупи I групи. Групу 11 називають також підгрупою міді.
Перші три елементи групи поширені в природі, зокрема у вигляді самородків, Рентгеній — синтезований штучно і не має стабільних ізотопів. Для міді, золота й срібла характерна стійкість до корозії, ковкість, пластичність, легкість ідентифікації й складність підробки. Унікальні властивості цих металів забезпечують їм використання як матеріалу для монет.

## Хімічні властивості
Для електронної конфігурації перших трьох елементів групи 11 характерні повністю заповнена d-підоболонка передостанньої електронної оболонки і один електрон на зовнішній s-орбіталі. Рентгеній є, мабуть, винятком із цього правила. Будова електронних оболонок елементів групи підсумована в таблиці.
| Z   | Елемент   | Число електронів на оболонках |
| --- | --------- | ----------------------------- |
| 29  | Купрум    | 2, 8, 18, 1                   |
| 47  | Аргентум  | 2, 8, 18, 18, 1               |
| 79  | Аурум     | 2, 8, 18, 32, 18, 1           |
| 111 | Рентгеній | 2, 8, 18, 32, 32, 17, 2       |

Усі елементи групи доволі інертні. У сполуках вони мають різні ступені окиснення: Купрум — від +1 до +3, найстійкіші сполуки з ступенем окиснення +2, Аргентум — +1, Аурум — від −1 до +5, найстійкіші сполуки зі ступенем окиснення +1 та +3.

## Фізичні властивості
Прості речовини елементів групи 11: мідь, срібло та золото — ковкі метали з високою електропровідністю, що зумовлює їхнє використання як провідників. Найчастіше використовують мідь, оскільки вона найдешевша, в електронних мікросхемах застосовують золото завдяки найвищій інертності, срібло має найвищу провідність, але його використовують тільки в спеціальних випадках з огляду на ціну. Відповідно, мідь, золото та срібло мають високу теплопровідність.
Для срібла характерний високий коефіцієнт відбиття світла. Воно сріблясте на вигляд, тоді як мідь та золото забарвлені завдяки міжзонним переходам.

## Застосування
Мідь, срібло й золото використовують для карбування монет та як провідники електричного струму. Їх також можна використати для виробництва дзеркал. Мідь часто використовують у вигляді сплавів: бронзи та латуні. Срібло традиційно використовували у фотографії завдяки фотохімічним реакціям, що відбуваються з галогенідами срібла, які призводять до виділення зародків срібла. Однак, з початку 21 ст. традиційні методи фотографії стали витісняти електронні.